# Orchis rouge sang
Dactylorhiza cruenta
Espèce
Synonymes
- Dactylorhiza incarnata subsp. cruenta
- Orchis cruenta
- Orchis haematodes

L'Orchis rouge sang (Dactylorhiza cruenta) est une espèce de plante vivace de la famille des Orchidaceae. Elle est souvent considérée comme une sous-espèce de Dactylorhiza incarnata. Leur principale différence est la présence sur la première de nombreuses taches noires sur les deux faces des feuilles qui sont plus larges et la tige plus grosse
Elle mesure entre 15 et 40 cm de haut.
Contrairement à ce que son nom l'indique, les fleurs sont de couleur rose à violet, mais pas rouge sang.

## Répartition
On la trouve dans les régions calcaires et humides en Europe centrale et orientale. On peut la trouver dans les Alpes en France.